# Ludwik Sienicki
Ludwik Sienicki (* 2. Februar 1677 in der Woiwodschaft Bełz; † 1755 in Raseiniai) war ein polnischer Offizier und Forschungsreisender.

## Leben
Sienicki, Sohn des Adligen Pawel Sienicki, besuchte die evangelische Schule in Wilna. Er nahm am litauischen Bürgerkrieg 1696–1702 gegen die Sapieha-Familie teil.
Im Großen Nordischen Krieg wurde Sienicki von seinem Vetter Krzysztof Kazimierz Sienicki zum Wirtschaftsverwalter Mahiljous und Vizegouverneur von Bychau ernannt. Als Oberst eines Regiments der Weißrussischen Division unter dem Kommando seines Vetters verteidigte er 1707 Bychau gegen die russische Armee und wurde nach der Kapitulation der Festung gefangen genommen.
Sienicki wurde zunächst in Städten des europäischen Russlands gefangen gehalten. 1709 wurde er nach Tobolsk und dann nach Jakutsk verbannt, wo er 1711 ankam. Sein ebenfalls gefangen genommener Vetter starb 1711 auf dem Weg nach Sibirien.
Sienicki erforschte als Erster der verbannten Polen den Glauben und die Sitten der indigenen Bevölkerung der Lena-Region. Er beschrieb deren Kultur und Lebensweise, die Natur Sibiriens, die Ausbreitung der Tungusen und auch die verschiedenen Aspekte der Taufe der Jakuten im ersten Viertel des 18. Jahrhunderts. Seine Weltanschauung wurde stark von einem Buch des Jesuiten Piotr Skarga beeinflusst, das er in Jakutsk in einer Klosterbibliothek fand. Als Calvinist diskutierte Sienicka Glaubensfragen mit russisch-orthodoxen Priestern und kam zu dem Schluss, dass der katholische Glaube der beste sei.
Aus der Verbannung konnte Sienicki 1722 in seine Heimat zurückkehren. In Moskau in der Deutschen Sloboda Kukui konvertierte er zum katholischen Glauben.
Sienicki nahm 1733 an der Wahl des Königs August III. teil. 1754 erschien sein Buch  über die Gründe seiner Konversion mit Vergleich der verschiedenen Glaubensrichtungen und mit Bemerkungen über die weniger bekannten Regionen des Moskauer Staates, gewidmet dem Primas Poloniae Adam Ignacy Komorowski.